# 913
913 (CMXIII) fue un año común comenzado en viernes del calendario juliano, en vigor en aquella fecha.

## Acontecimientos
- Landón sucede a Anastasio III como papa.
- Primera incursió de los rus en el mar Caspio a gran escala.
- Zhu Zhen empieza su periodo como emperador de China.
- Constantino VII llega a ser emperador bizantino tras la muerte de Alejandro III.
- Se consagra el Monasterio de San Miguel de Escalada de León (España).
- Oveco es nombrado obispo de Oviedo.

## Nacimientos
- Isma'il al-Mansur Bi-Nasrillah, tercer califa fatimí en Ifriqiya.
- Teobaldo I de Blois, primer conde de Blois, Chartres y Châteaudun.
- Gerberga de Sajonia (fecha imprecisa por falta de fuentes documentales).

## Fallecimientos
- Papa Anastasio III.
- Alejandro III (emperador de Bizancio).
- Nunilo Jimena, reina consorte de Asturias (la fecha es imprecisa por falta de fuentes documentales).